# Ik moet zuipen!
Ik moet zuipen! is een single van het Nederlandse feestduo PartyFrieX met de eveneens Nederlandse dj Schorre Chef uit 2017. Het stond in 2020 als tweede track op het album Partyfreak van de PartyFrieX.

## Achtergrond
Ik moet zuipen! is geschreven door Waylon van der Heijden, Christian Schmieg, Florian Link, Youssef Addala, Tim van de Bilt, Kamiel van der Zandt, Tom Wilborts en Bart Coppens. Het is een Nederlandstalige bewerking van het Duitstalige nummer  Scheiss drauf! (...Mallorca ist nur einmal im Jahr) van Peter Wackel uit 2013. Het is een carnavalskraker dat gaat over het veelvoudig drinken van bier. Het lied staat bekend om zijn eenvoudige tekst, die makkelijk kan worden meegezongen. Het nummer werd in de zomer van 2018 zowel in Nederland als in Vlaanderen veel op feesten geluisterd.

## Hitnoteringen en prijzen
Het nummer behaalde in Nederland alleen de Single Top 100. In de enige week dat het hier in te vinden was, stond het op de 67e plaats. In Vlaanderen was er geen notering in de Ultratop 50, maar kwam het slechts tot de 29e plek van de Ultratip 100. Het lied werd eind 2018 beloond met een Buma NL Award in de categorie Grootste Feesthit.

## Andere versies
Vrij kort na het uitbrengen van het lied werd een hardstyle remix uitgebracht. In 2019 kwam de band ook een hardstyle frenchcore remix van het nummer. Beide versies zijn op het album Partyfreak te vinden. Verder heeft de band in 2019 ook een antwoordlied op hun eigen nummer geschreven, met de titel Ik heb gezopen.